# ホオジロオナガガモ

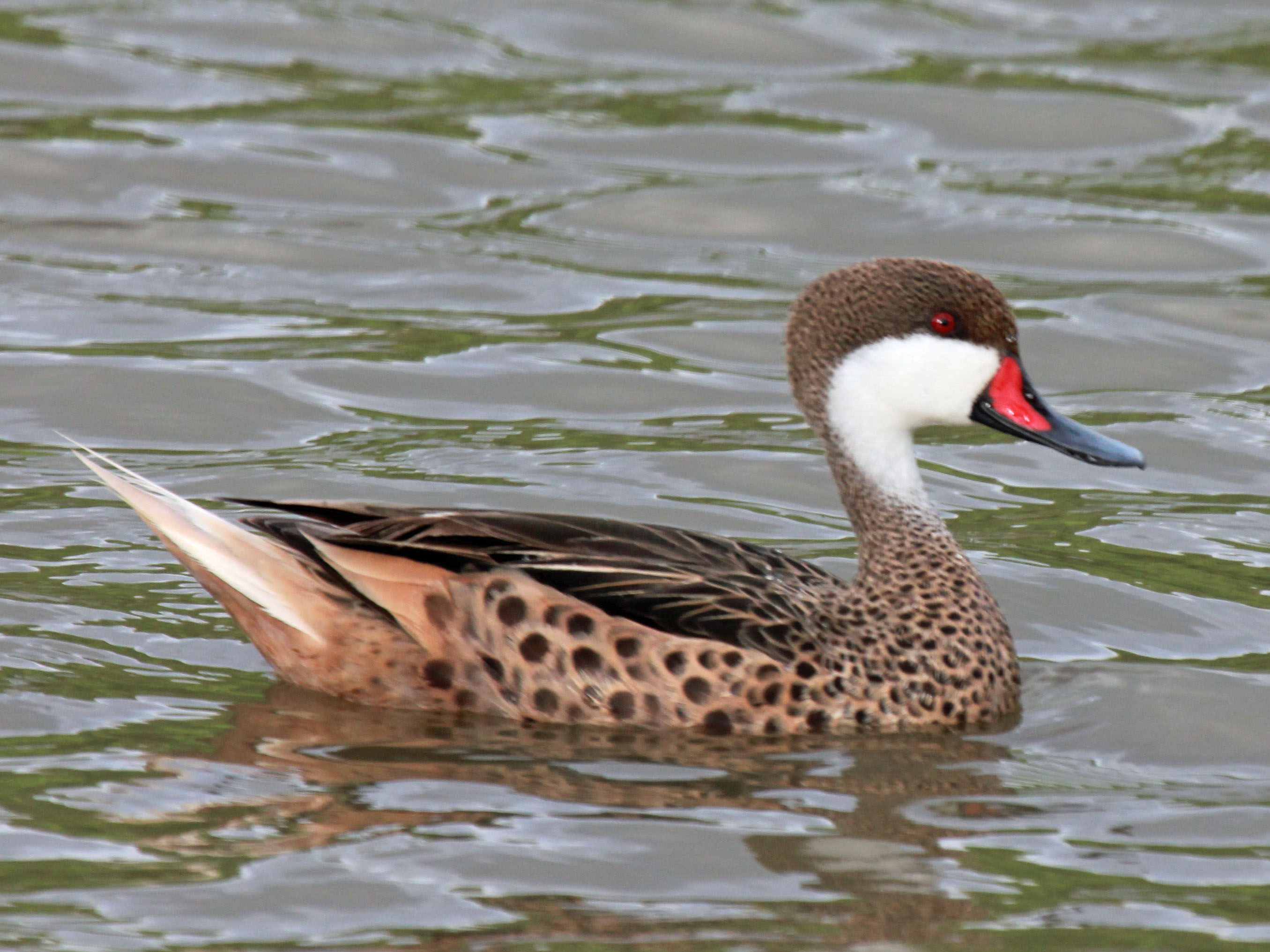
基亜種キタホオジロオナガガモ（米領ヴァージン諸島、セント・ジョン島）

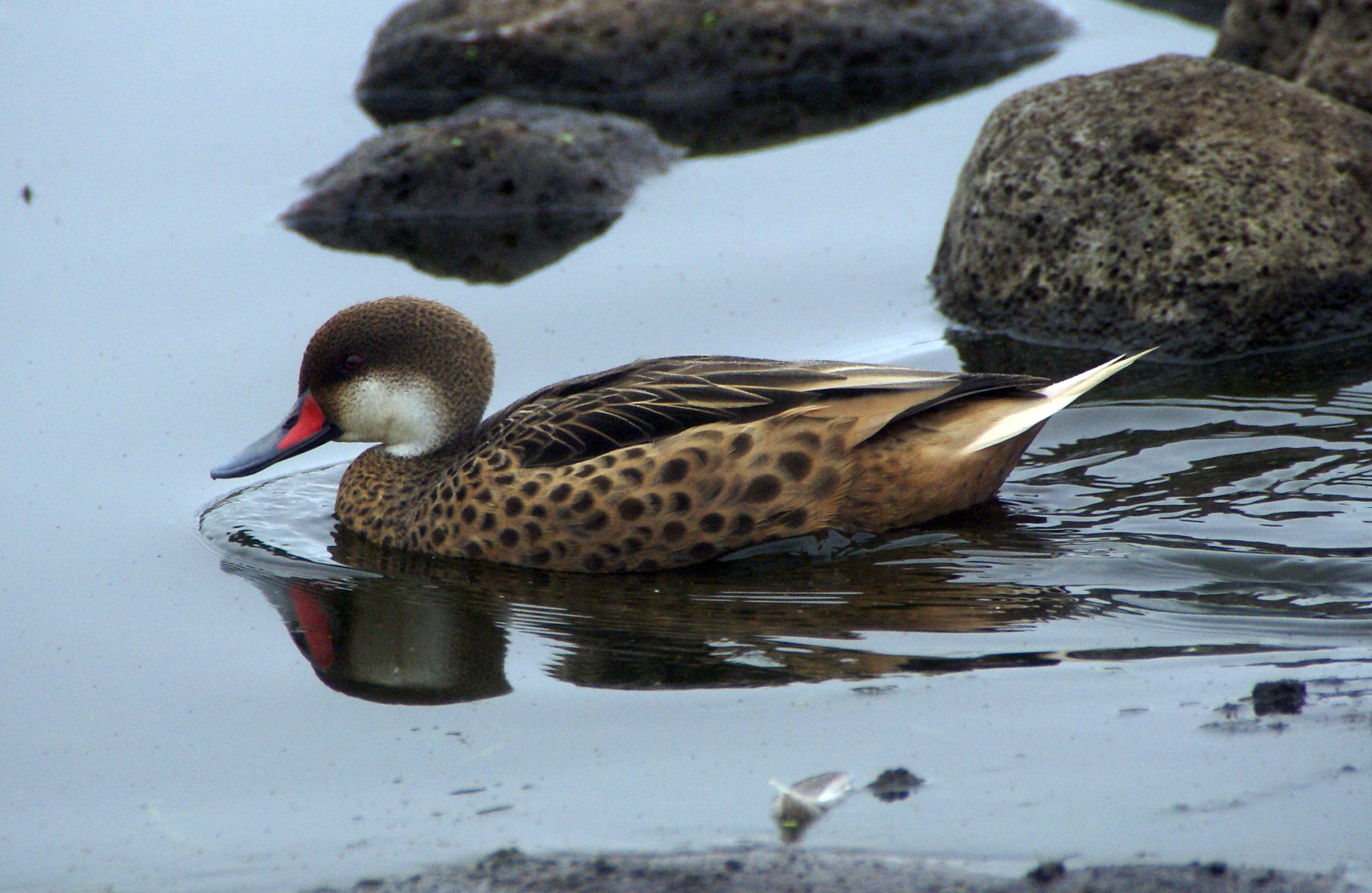
亜種ガラパゴスホオジロオナガガモ（雄）（サンタ・クルス島）

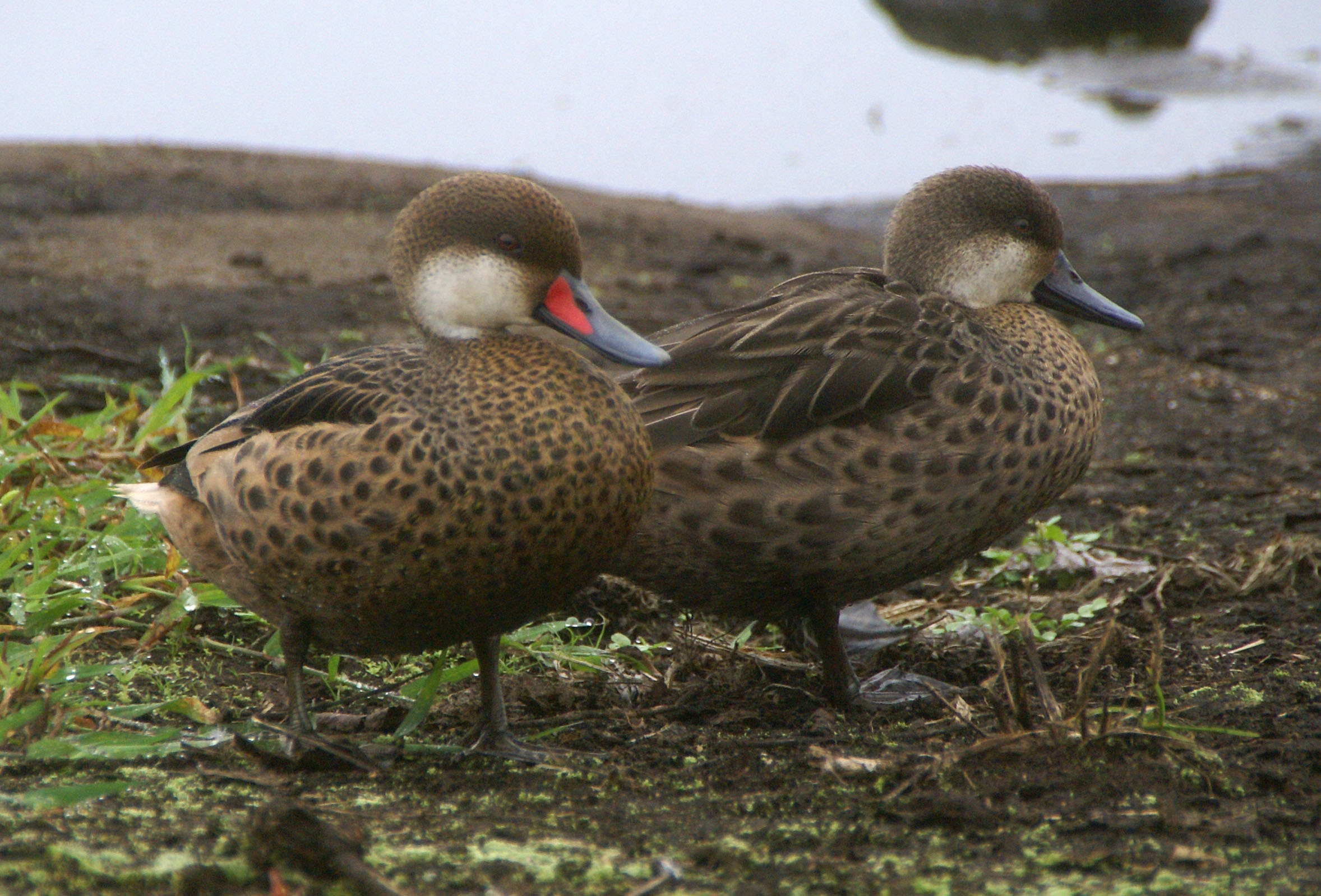
亜種ガラパゴスホオジロオナガガモ
若鳥（右）は嘴基部の赤色が不明瞭。

ホオジロオナガガモ（頬白尾長鴨、Anas bahamensis）は、カモ目カモ科マガモ属に分類される鳥類。

## 分布
西インド諸島、南アメリカ北部および中部、ガラパゴス諸島と広く分布する。

## 亜種
3亜種に分類される。
A. bahamensis bahamensis (Linnaeus, 1758)
キタホオジロオナガガモ（英: Lesser White-cheeked Pintail）
南アメリカ北部（ガイアナ、コロンビア北部、スリナム、ブラジル北東部、 仏領ギアナ、ベネズエラ）、西インド諸島 。
A. bahamensis galapagensis (Ridgway, 1890)
ガラパゴスホオジロオナガガモ（英: Galapagos White-cheeked Pintail）
ガラパゴス諸島（エクアドル）。
フロレアナ島、サン・クリストバル島、サンタ・クルス島、イサベラ島、フェルナンディナ島、 サンチャゴ島で繁殖する。ガラパゴス諸島の大きな島々に生息し、降雨の時節にはヘノベサ島のほか、ラビダ島、ピンソン島、サンタ・フェ島、バルトラ島、エスパニョラ島でも観察される。
Anas bahamensis rubrirostris (Vieillot, 1816)
ミナミホオジロオナガガモ（英: Greater White-cheeked Pintail）
南アメリカ中部（ブラジル南部、ボリビア、パラグアイ、ウルグアイ、アルゼンチン、チリ）。
非繁殖期にはペルーやエクアドル南部の低地沿岸でも、チリ北部からのものが観察される。

## 形態
全長43cm (41-51cm) の中形のカモ であるが、大きさは亜種間でばらつきがある。翼長オス19-23.5センチメートル、メス18-22.1センチメートル。全体としての色はほぼ褐色で雌雄よく似るが、雌のほうがやや小さくて尾が少し短い。頭部上面の羽衣は淡褐色で、黒い斑点が入る。頭部下面から頸部にかけての羽衣は白い。胴体の羽衣は褐色で、羽毛の外縁（羽縁）は淡褐色。下面には明瞭な黒斑があり、尾の先端は淡色でとがる。嘴は青灰色で、基部側面は赤いが、若鳥ではその嘴基部の赤色が不明瞭である。
翼上面の前翼は褐色。次列風切の翼鏡の光沢は緑色で、淡褐色の筋模様が前後にある。翼下面は暗色である。
A. b. bahamensis - 基亜種 キタホオオジロオナガガモ　
翼長オス21.1-21.7センチメートル、メス20.1-20.7センチメートル、嘴長4.0-4.4cm、跗蹠長3.8-4.0cm、体重オス473-533g、メス505-633g。
A. b. galapagensis - 亜種 ガラパゴスホオジロオナガガモ　
翼長オス19.0-21.5センチメートル、メス18.0-20.2センチメートルと最小亜種。嘴長3.7-4.5cm。
頭部の白色部との境目が不明瞭。
A. b. rubrirostris - 亜種 ミナミホオオジロオナガガモ　
翼長オス22.5-23.1センチメートル、メス21.9-22.1センチメートル、体重オス710g、メス670g。

## 生態
汽水湖および塩沼、ラグーン、河口や、マングローブ林などに生息する。また淡水湖沼にも生息し、低地の沿岸に多いが、ボリビアにおいては標高2,550mまで記録されている。
小規模な群れを形成し生活するが、単独やつがいでいるのも通常見られ、まれに100羽以上の群れにもなる。
巣は水辺の草のある地面に設け、マングローブ湿地などでは、よく木の根元に隠すように営巣する。
A. b. galapagensis - 亜種 ガラパゴスホオジロオナガガモ
水辺の草地に巣を作り、10-7月にかけて繁殖する。沿岸、内陸とも1-5月によく営巣が見られる。最大10個の褐色の卵を産み、雌が抱卵する。飼育下で1回に6-10個の卵を産んだ例がある。抱卵期間は25日。よく浅瀬で逆立ちして餌を採るが、淡水ガモ類であるのにサン・クリストバル島の深い淡水湖沼ではよく採餌のために潜る。